# Serranía de San Lucas
La serranía de San Lucas es una formación montañosa en Colombia, ubicada en el extremo norte de la cordillera Central perteneciente a la cordillera de los Andes; tiene una extensión de 16 000 km², con alturas que oscilan hasta los 2700 m s. n. m.
Se ubica en los departamentos de Antioquia y Bolívar en la confluencia de la llanura del Caribe Colombiano con las elevaciones de los Andes. La región limita por el oriente y sur con el curso medio del río Magdalena, por el occidente con el río Cauca, y al sur occidente con el departamento de Antioquia.
Esta formación está formada por rocas sedimentarias que provienen del Cenozoico con presencia de rocas ígneas al centro con zonas de rocas metamórficas.

## Hidrográfica
En la vertiente oriental de la Serranía de San Lucas las principales corrientes son los ríos Tamar y Cimitarra, al sur del municipio San Pablo con las quebradas Santo Domingo, Don Juan, La Concepción y Sepultura como afluentes. El río Boque que nace en el alto del Tamar y tiene como afluentes las quebradas de Tiguicito, las Marías y San Blas, de igual forma el río Inanea. Al norte de Simití se encuentran las quebradas Tigrecita, La Fría, Honda y Norosí las cuales desembocan en los brazos de Morales y Papayal. Además del río Caribona y río Arizá en el lado occidental hacia los municipio San Jacinto del Cauca y Montecristo. Otros ríos son San Pedro y Tiguí.

## Flora y fauna

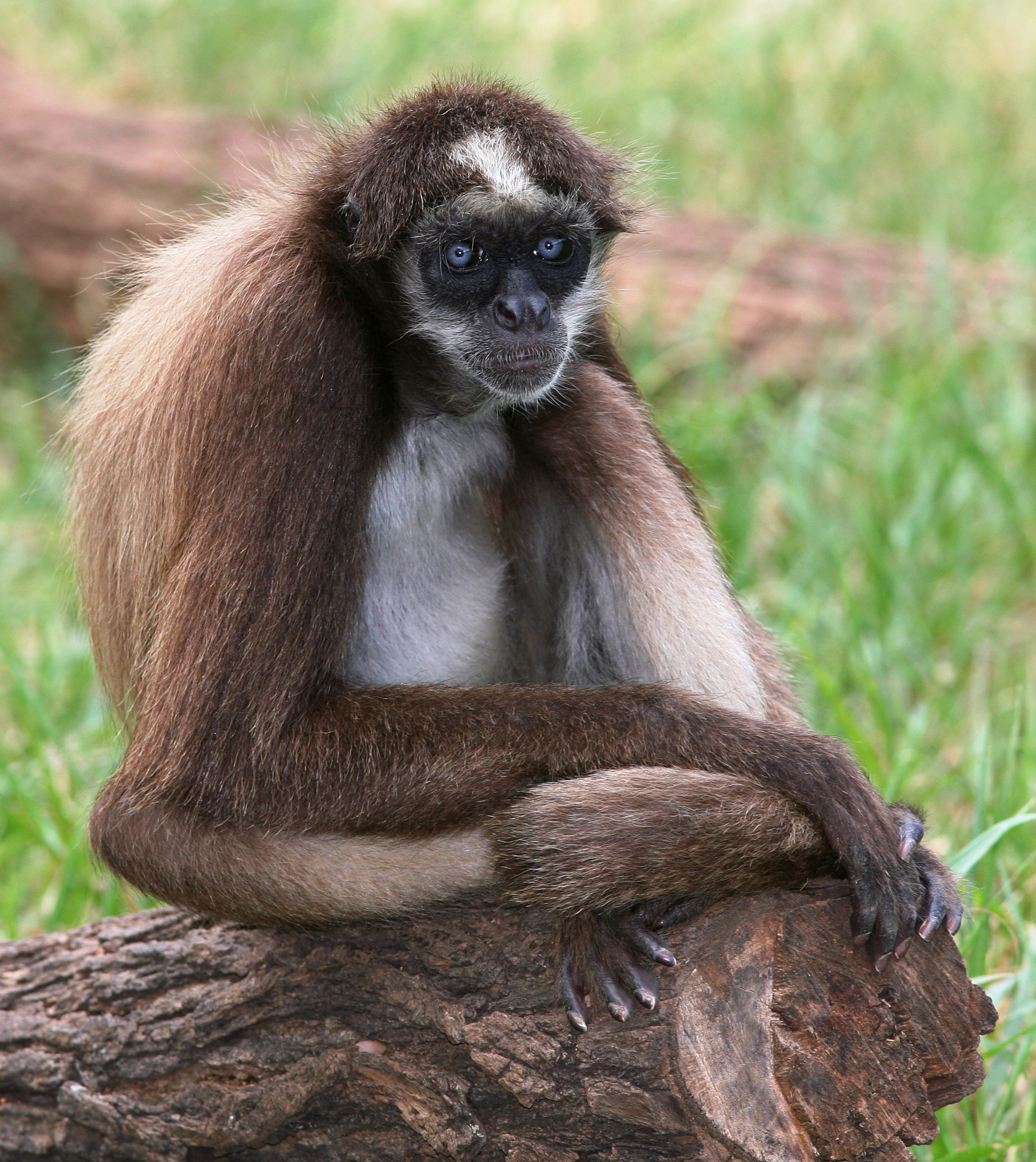
El mono araña (Ateles hybridus), habita en la serranía de San Lucas y se encuentra en peligro crítico de extinción.

Se han realizado pocos estudios detallados para establecer la diversidad de la flora y la fauna de la serranía. Uno de ellos realizado por la Fundación ProAves en el 2000, menciona 374 especies de aves, de las cuales 11 especies tienen algún nivel de amenaza. Se hallan también varias especies de monos del nuevo mundo como el mono araña o marimonda (Ateles hybridus), el churuco o mono lanudo colombiano (Lagothrix lugens), el mono aullador Alouatta seniculus, el tití gris (Saguinus leucopus), la marteja (Aotus lemurinus), el mico maicero o cariblanco (Cebus albifrons).

## Actividades productivas
Las principales actividades de tipo productivo llevadas a cabo en la serranía de San Lucas, son la agricultura y la minería, con otras actividades de menor importancia como la silvicultura, la ganadería y la venta de servicios.
Agricultura
El tipo de cultivo es el tradicional no tecnificado, pero con uso de agroquímicos y fertilizantes, con cultivos de tipo transitorio como yuca, plátano, arroz, fríjol y caña de azúcar. La zona también es asiento de cultivo ilícitos de coca, con alrededor de 6000 hectáreas destinadas a este fin. Esta práctica conlleva un riesgo, pues los hidrocarburos utilizados en el procesamiento de la coca son vertidos a las corrientes de agua.
Minería
La actividad minera se circunscribe a la explotación de yacimientos de oro y plata. La mayor parte de la actividad se realiza de manera artesanal, sin controles ambientales, lo que implica el uso de métodos muy contaminantes con el uso de cianuro de sodio y mercurio.
Silvicultura
La serranía es objeto de explotación comercial del bosque húmedo, sin llevar a cabo la restitución de los árboles talados, siendo el principal objetivo el abarco, cedro, caoba, y guayacán.
Ganadería
Se basa principalmente en bovinos, practicada de forma extensiva sin manejo técnico del suelo, propiciando sobrepastoreo, con efecto nocivo sobre el bosque circundante y sus habitantes.

## Conservación
Se calcula que actualmente, de cerca de un millón de hectáreas de bosque existente originalmente, solo subsiste un aproximado de 120 000 hectáreas en la serranía. La serranía  se ubica en el área de la reserva forestal de La Magdalena declarada mediante la Ley 2 de 1959. En las últimas décadas la región se vio afectada por la presencia de grupos insurgentes y paramilitares que dificultaba la explotación industrial de los recursos naturales de la zona, brindando paradójicamente una protección a los mismos, pero en cuanto se sorteó esta situación se inició la explotación de los recursos mineros en la región por parte de varias compañías bajo la licencia del gobierno.